# بات دبليو. برونر
بات دبليو. برونر (بالإنجليزية: Pat W. Brunner)‏ هو شخصية أعمال وفلاح وسياسي أمريكي، ولد في 8 سبتمبر 1903، وتوفي في 2 أبريل 1971. حزبياً، نشط في الحزب الجمهوري. وقد انتخب عضو جمعية ولاية ويسكونسن.